# KBS 라이프
KBS 라이프(영어: KBS LIFE)는 KBS N의 한 채널로서 인물, 역사, 다큐멘터리, 재난정보 등을 주로 편성하는 텔레비전 채널이다.

## 역사
1995년 8월 무궁화 1호 위성의 성공적인 발사는, 이듬해인 1996년 KBS 위성방송 개국의 기반이 되었으며, 이는 한국 방송이 본격적인 다채널 시대로 나아가는 결정적인 계기가 되었다.
1996년 7월 1일 KBS 위성시험방송의 일환으로 KBS 위성 1TV 및 KBS 위성 2TV라는 명칭으로 개국하였다. 지상파 KBS 1TV로 송출되었음에도 불구하고, 위성 채널에서는 약 1.04초가량 지연되어 방송되는 현상이 발생할 수 있다.
1998년 2월 5일 KBS 위성 2TV는 독립 편성 채널로 운영되며 프로그램 공급자(PP) 체제로 전환되었고, KBS 위성 1TV는 KBS 본사 1TV의 재송신 채널로 전환되었다. KBS 위성 1TV는 스카이라이프 개국을 앞두고 2002년 2월 28일 서비스를 종료하고 폐국하였다.
2002년 3월 1일 KBS 위성 2TV는 KBS 코리아로 채널명을 변경하였다. 2005년 9월 12일 KBS 본사 직할에서 자회사인 KBS SKY 산하 채널로 이관되었고, 2006년 11월 1일에는 KBS SKY가 KBS N으로 사명을 변경함에 따라, 채널명 역시 KBS 프라임으로 변경되었다.
2013년 1월 1일 케이블TV 및 스카이라이프 HD 채널 송출 대역이 여성 대상 신규 채널인 KBS W로 대체되면서, KBS 프라임은 스카이라이프 SD 및 IPTV(올레tv, B tv, U+ TV)에서만 방송하게 되었다. 이후 IPTV에서도 순차적으로 송출이 종료되었으며, 2013년 3월 올레tv, 6월 B tv, 11월 U+ TV에서 각각 KBS W로 전환되었다. 그러나 2014년 10월 6일 스카이라이프의 SD 방송이 HD로 전환됨에 따라, KBS 프라임의 HD 송출이 재개되었다.
2015년 3월 8일 KBS N 창사 14주년을 기념하여 KBS 프라임은 KBS N 라이프로 채널명을 변경하였다. 이어서 같은 해 11월 21일 올레tv 채널 281번에서 SD 방송이 재개되었고, 2016년 3월 23일에는 HD 방송으로 전환되었다.
2018년 12월 28일 U+ TV 채널 147번에서 방송이 재개되었고, 2019년 7월 1일에는 B tv 채널 229번으로 송출이 재개되었다. 2020년 2월 1일에는 케이블TV에서도 방송 송출이 다시 시작되었다.
2021년 4월 1일에는 채널명을 KBS N 라이프에서 현재의 KBS 라이프로 변경하였다.
2024년 2월 29일에 재난안전 전문채널으로 확장되었다.

## 채널 이름 및 로고 변천사

### 채널 이름
- 1996년 7월 1일 ~ 2002년 2월 28일: KBS 위성 2TV
- 2002년 3월 1일 ~ 2005년 9월 11일: KBS 코리아(본사 관할)
- 2005년 9월 12일 ~ 2006년 10월 31일: KBS 코리아(※ 본사 관할에서 KBS SKY(현 KBS N)로 이관하여 관할)
- 2006년 11월 1일 ~ 2015년 3월 7일: KBS 프라임
- 2015년 3월 8일 ~ 2021년 3월 31일: KBS N 라이프
- 2021년 4월 1일 ~ 현재: KBS 라이프

### 역대 로고

2002년부터 2006년까지 사용된 KBS 코리아 로고
2006년부터 2010년까지 사용된 KBS 프라임 로고
2010년부터 2015년까지 사용된 KBS 프라임 로고
2015년부터 2016년까지 사용된 KBS N 라이프 로고
2016년부터 2021년까지 사용된 KBS N 라이프 로고
2021년부터 현재까지 사용되고 있는 KBS 라이프 로고

## 슬로건
- Leader's Choice(KBS prime)
- Happy Together(KBS prime)
- 교양정보 채널(KBS LIFE)
- 언제나 당신 곁에(KBS LIFE)
- 모두가 안심하는 그날까지, 국민 든든 채널(KBS LIFE)

## 프로그램

### 교양
- TV쇼 진품명품
- 우리말 겨루기
- 전국노래자랑
- 동네 한 바퀴
- 한국인의 밥상
- 인간극장
- 생로병사의 비밀
- 걸어서 세계속으로
- KBS N 매거진 (2009년 7월 25일 ~ 12월 19일)
- 활력 TV 원더풀 라이프
- 우리들의 지식살롱
- 경제 스포트라이트

### 예능
- 개그콘서트

### 재난
- 위기탈출 넘버원
- KBS 재난방송센터
- 재난안전 119

### KBS 위성방송
- 뮤직와이드비전
- 뮤직 핫라인
- 국악의 향연
- KBS 위성빅쇼
- 위성스포츠
- 인사이드 에디션 (해외 화제토픽)
- 클래식 와이드비전
- 세계의 미술관
- 월드뉴스 와이드
- 스포츠 월드
- 위성 정보센터
- 디지털 60
- 차이코프스키의 음악세계
- TV속의 역사
- 세계의 요리사들
- 주간 해외뉴스
- 월드뉴스 매거진
- 이상벽의 스타비전
- 음악이 있는 에세이
- 와이드비전 아트
- 월드뉴스
- 위성스페셜
- 뮤직타워
- 위성극장
- 집중관람
- 국악무대
- 한국의 명인
- 문화토론 자유공간
- 세계의 헤드라인
- 위성 포럼
- 밀레니엄 포럼
- 이벤트 인 코리아
- 나이트 뮤직라인
- 재즈클럽
- 가요@빅뱅
- 시사다큐 60분
- 세계@날씨
- F1 그랑프리 자동차 경주
- TV 음식보감
- 애니멘터리 한국설화
- 클래식 오디세이
- 디지털 미술관
- 정미정의 추억 그리고 노래
- 지오 코리아 → 코리안 지오그라피
- 문화 스페셜 한국의 보물
- 풍우리와 진두리의 반갑습니다
- Korean Now 지금 한국엔
- Korean Talk Box 톡! 톡! 톡!
- KBS 월드넷
- KBS 네트워크 지방시대
- 인물탐구 조영남이 만난 사람
- 1040 터놓고 말해요
- 한국의 장인
- Koream Image 이미지 21
- N세대 특강
- 가요플러스
- 퀴즈특급 한반도 리그
- 미소에서 폭소까지
- 영스타 4U
- 한반도 유머 총집합
- KBS KOREA 자유공간
- KBS KOREA 포럼

### KBS 코리아
- KBS KOREA 문화뉴스 → KBS 문화뉴스
- 디지털 정보방송
- 도전! 나도 VJ
- 모노다큐 인물한국사
- 소리기행 21
- 영상실록 한국
- 한국의 보물
- 서바이벌 역사퀴즈 → 도전! 역사퀴즈
- 시간여행 역사속으로
- 퀴즈! 동서남book(북)
- KBS Best
- 녹색 다큐멘터리
- 김동건의 한국 한국인 (KBS 2TV 이동)